# Jaroslav Mráz (podnikatel)

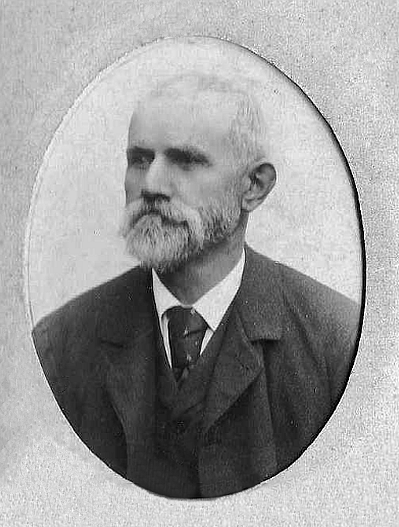
Jeho dědeček Josef Kudláček

 Jaroslav Mráz (14. května 1893 Choceň-Záměstí – 1953 Hradec Králové) byl český průmyslník, konstruktér a strojírenský podnikatel. Roku 1918 se stal provozovatelem dílny na opravy parních lokomotiv v Chocni, později přeměněnou na první československou firmu vyrábějící chladicí zařízení. Od roku 1935 byl též zakladatelem a spolumajitelem letecké továrny Beneš-Mráz vyrábějící v Chocni lehká sportovní letadla. V čele závodu stál až do jeho znárodnění po květnu 1945.

## Život

### Mládí
Narodil se v Chocni, v městské části Záměstí do rodiny zaměstnance rodinného strojírenského podniku Josef Kudláček. Ten zde byl založen jeho dědečkem Josefem Kudláčkem roku 1858 a stal se prvním závodem v českých zemích vyrábějícím uzenářské a řeznické stroje. Po vychození měšťanské školy nastoupil Jaroslav jakožto technický nadšenec ke studiu na Vyšší průmyslové škole v Praze, po jejímž absolvování nastoupil na polytechniku v Drážďanech, ve studiu pak pokračoval v Curychu. Ziskal titul inženýra.

### Podnikání
Roku 1917 nastoupil do rodinné firmy, která byla jeho strýcem Štěpánem Mrázem rozšířena i o další strojírenskou výrobu. Roku 1918 se stal oficiálním spoluvlastníkem, téhož roku se oženil. Vynaložil velké prostředky k pronájmu dílenských budov nedaleko choceňského nádraží a zřízení opravny úzkorozchodných železničních lokomotiv. V nelehkém hospodářském období vzniku Československa však poptávka těchto služeb, stejně jako zájmu o uzenářské stroje, opadala. Mráz se jako nadšený technik se následně začal zajímat o kompresory a chladicí zařízení, které v ČSR nevyráběla žádná tuzemská firma a bylo nutno je tudíž dovážet. Výroba chladicích zařízení se v Chocni zdárně rozběhla roku 1921, první zakázkou byla výroba chladicího zařízení pro jisté pražské řeznictví. Ve výrobě byla firma úspěšná, obchodní značce firmy orientované na sortiment patrně napomohlo i příjmení jejího majitele, Mráz. Jaroslav Mráz se posléze roku 1923 stal prvním v Chocni, kdo vlastnil osobní automobil, šlo o americký stroj Willys–Overland. Byl silným kuřákem.
V roce 1932 s v choceňské městské části Dvořisko nechal postavit funkcionalistickou rodinnou vilu. Roku 1933 vykonal pracovní cestu do USA, kde se seznámil zejména s novými typy domácích ledniček.

### Beneš-Mráz
Ve 30. letech se pak Mráz obchodně spojil s leteckým konstruktérem Pavlem Benešem a 1. dubna 1935 byla založena letecká továrna Beneš-Mráz v Chocni, vyrábějící lehká letadla vlastní konstrukce. Beneš předtím působil v Avii a v leteckém oddělení ČKD-Praga, dalšími významnými konstruktéry firmy byli zejména Zdeněk Rublič a Jan Kryšpín. V letech 1935 až 1939 ve firmě vzniklo 14 typů motorových letounů, celkový počet vyrobených kusů činil 245.
Na přelomu let 1939/40 byla společnost přejmenována na Ing. J. Mráz, továrna na letadla (Ing. J. Mráz, Flugzeugfabrik). Během druhé světové války výrazně vzrostl objem výroby, byla také založena slovenská pobočka v Nitře. Hlavním vyráběným typem byl německý větroň DFS Kranich II, určený pro výcvik pilotů Luftwaffe. Za války bylo postaveno celkem 1 620 kusů. Dále byly vyráběny letouny Fieseler Fi 156 „Storch“ a nákladní kluzáky DFS 230. Na konci války, 9. května 1945, v bezprostřední blízkosti továrny vybuchl vlak s municí a došlo k jejímu těžkému poškození. Výroba byla obnovena ještě toho roku.

### Po roce 1945
Po válce byla továrna znárodněna pod názvem Ing. J. Mráz, továrna na letadla, národní správa. Jaroslav Mráz byl krátce vězněn z podezření z kolaborace s německou okupační mocí, byl však osvobozen, zejména díky zásahu dcery Magdaleny, pracující za války pro Benešovu exilovou vládu. Do svých továren se však již vrátit nemohl a posléze přijal místo správce bývalé německé továrny v Hrádku nad Nisou. Tento podnik byl Mrázem úspěšně veden a započal s lisováním sena a slámy. Po únoru 1948 byl Mráz jakožto soukromý podnikatel opět uvězněn, ve vazební věznici v Liberci. Prodělal infarkt a následnou hospitalizaci. S rodinou se přestěhoval do Prahy, zaměstnán pak byl v kladenských hutích, kam odsud dojížděl.

### Úmrtí
Jaroslav Mráz zemřel roku 1953 ve věku 59 nebo 60 let v nemocnici v Hradci Králové po nezdařené operaci, kterou si vyžádalo onemocnění rakovinou plic. Pohřben byl v rodinném hrobě na Městském hřbitově v Chocni.

### Rodinný život
Roku 1918 se oženil s Marii Padourovou, dcerou poslance Říšské rady Jindřicha Paďoura. Jeho děti Jiří a Magdalena Mrázovi působili během druhé světové války ve Velké Británii: Jiří jako člen RAF, Magdalena jako úřednice Benešovy exilové vlády.